# Bélegregy
Bélegregy (románul Agrișu Mic) falu Romániában, Arad megyében.

## Fekvése
Béltől északkeletre, a Béli-hegység nyugati oldalán, Botfej és Kománfalva közt fekvő település.

## Története
Bélegres nevét 1588-ban említették először Egregy néven. 1692-ben Egred, 1808-ban Agris néven írták.
A település egykor a váradi püspök béli uradalmához tartozott.
Fényes Elek 1851-ben írta a településről: "Bihar vármegyében, hegyek közt, dombon, a váradi deák püspök béli uradalmában található, 216 óhitű lakossal, s anyatemplommal. Sovány kövecses határa áll 141 hold szántóföldből és rétből, s 462 hold majorsági erdőből. Sok szilvát, almát, kevés bort termeszt. Patakja 4 malmot hajt."
A 20. század elején Bihar vármegye Béli járásához tartozott.
1910-ben 282 lakosából 11 magyar, 271 román volt. Ebből 6 római katolikus, 271 görögkeleti ortodox, 3 izraelita volt.

## Látnivalók
18. századi fatemploma a romániai műemlékek listáján az AR-II-m-B-00588 sorszámon szerepel.

## Híres emberek
- Itt született 1937. március 22-én Jenei Imre labdarúgó, edző, a magyar válogatott szövetségi kapitánya.[3]